# Daniela Kix
Daniela Kix (ur. 11 listopada 1984 w Stockerau) – austriacka tenisistka, reprezentantka kraju w Pucharze Federacji.

## Kariera tenisowa
W karierze wygrała trzy turnieje singlowe i dwa deblowe rangi ITF. 15 maja 2006 zajmowała najwyższe miejsce w rankingu singlowym WTA Tour – 190. pozycję, natomiast 15 listopada 2004 osiągnęła najwyższą lokatę w deblu – 341. miejsce.
W 2004 roku reprezentowała kraj w zmaganiach o Puchar Federacji. W półfinale grupy światowej przegrała ze Swietłaną Kuzniecową 1:6, 1:6, natomiast całą konfrontację Austria przegrała z Rosją z wynikiem 0:5.

## Wygrane turnieje rangi ITF
| turnieje z pulą nagród 100 000 $ |
| turnieje z pulą nagród 75 000 $  |
| turnieje z pulą nagród 50 000 $  |
| turnieje z pulą nagród 25 000 $  |
| turnieje z pulą nagród 10 000 $  |

### Gra pojedyncza
|    | Data       | Turniej  | Naw.    | Przeciwniczka         | Wynik         |
| 1. | 25/08/2002 | Enschede | Ceglana | Dimana Krystewicz     | 6:2, 7:5      |
| 2. | 10/08/2003 | Gdynia   | Ceglana | Kateryna Bondarenko   | 5:7, 7:5, 6:3 |
| 3. | 28/05/2005 | Szanghaj | Twarda  | Suchanun Viratprasert | 7:6(6), 6:3   |

### Gra podwójna
|    | Data       | Turniej  | Naw.          | Partnerka    | Przeciwniczki                      | Wynik    |
| 1. | 25/08/2002 | Enschede | Ceglana       | Annette Kolb | Dimana Krystewicz Aurélie Védy     | 6:1, 7:5 |
| 2. | 09/10/2005 | Bolton   | Twarda (hala) | Neuza Silva  | Veronika Chvojková Claire Peterzan | 6:0, 6:2 |